# Dante Berretti
Dante Berretti (Firenze, 1897 – Firenze, 4 novembre 1965) è stato un dirigente sportivo italiano.
Tra i fondatori del Prato, Berretti fu presidente del Direttorio Regionale Toscano dal 1929 al 1933, presidente della IV Serie con sede a Firenze dal 1952 al 1959 e vicepresidente della FIGC.
Grazie alla sua e alla volontà del Marchese Luigi Ridolfi Vay da Verrazzano nacque il Centro Tecnico Sportivo Federale di Coverciano, sede dei ritiri e degli allenamenti della nazionale italiana e del Settore Tecnico della FIGC.
In sua memoria è stato istituito il torneo Campionato nazionale Dante Berretti di calcio giovanile, per commemorare la sua lunga ed attiva opera per la diffusione a tutti i livelli d'età del calcio giocato.